# V.O. Chidambaram Pillai
Valliyappan Olaganathan Chidambaram Pillai (ur. 5 września 1872, zm. 18 listopada 1936) – indyjski przedsiębiorca i działacz niepodległościowy.

## Życiorys
Urodził się w Ottapidaram w dystrykcie Tirunelveli. Był synem prominentnego prawnika Olaganathana Pillaiego. Wcześnie zaangażował się w działalność niepodległościową, stał za publikacją pism o profilu nacjonalistycznym takich jak „Tamil National” czy „Hindu Nation”. Wydawał również dzieła klasycznej literatury tamilskiej, chociażby Tolkappiyam, Tirukkural i Sivajnana Bodham. Pamiętany jednak przede wszystkim jako twórca pierwszej rodzimej indyjskiej firmy transportowej, Svadeshi Shipping Corporation. Spółka, jako podważająca tradycyjny brytyjski monopol na usługi transportowe na subkontynencie, została zniszczona przez władze kolonialne. Chidambarama Pillaiego aresztowano, wiele lat spędził na zesłaniu na Andamanach i Nikobarach.
Zmarł w skrajnej nędzy, w Tuticorin. W tamilskiej pamięci zbiorowej przechowywany jako Kappalotiya Tamizhan, co w wolnym tłumaczeniu znaczy „Tamil dowodzący okrętami”.